# Ilmārs Starostīts
Ilmārs Starostīts (Rēzekne, Letònia, 30 de maig de 1978) és un jugador d'escacs letó, que té el títol de Gran Mestre des de 2010.
A la llista d'Elo de la FIDE del desembre de 2021, hi tenia un Elo de 2431 punts, cosa que en feia el jugador número 6 (en actiu) de Letònia. El seu màxim Elo va ser de 2512 punts, a la llista d'octubre de 2007 (posició 641 al rànquing mundial).

## Resultats destacats en competició
Starostīts va participar en diversos campionats del món juvenils entre 1993 i 1999. El 2001 va assolir el títol de Mestre Internacional. El 2002 va guanyar el campionat de Letònia. El 2010 va guanyar l'«Elo Challenge» d'Estocolm, i fou segon al Memorial Rodrigo de Ferrol el 2010.
El gener del 2016 fou campió de l'Obert Ciutat de Palma amb 7 punts de 9, els mateixos punts que Jonathan Alonso Moyano, però amb millor desempat.

### Participació en competicions per equips
Ilmārs Starostīts ha jugat, representant Letònia, a les següents olimpíades d'escacs:
- El 2002, al segon tauler suplent a la 35a Olimpíada a Bled (+5 −3 =4);
- El 2012, al primer tauler suplent a la 40a Olimpíada a Istanbul (+4 -2 =2).[9]

Ilmārs Starostīts ha representat Letònia també al campionat d'Europa per equips:
- El 2011, al quart tauler a Porto Carras (+4 −3 =2).[11]